# Angele Anang
Angele-Anang Tailandia, conocida profesionalmente como Angele Anang, es una artista drag tailandesa, ganadora de la segunda temporada de Drag Race Tailandia, el spin-off tailandés de RuPaul's Drag Race. Fue la primera mujer transgénero ganadora de la franquicia. Es conocida como la "Beyoncé de Tailandia" por su personificación de la cantante.

## Primeros años
Anang nació en Nakhon Ratchasima en 1994. Vivió con sus padres en Ayutthaya, estudió en el colegio Joseph Ayutthaya y en el internado Santi Asoke. Después de que su madre murió de cáncer de mama, dejó de estudiar en octavo grado. Anang tenía antecedentes de abuso de drogas. Después de la rehabilitación, se convirtió brevemente en monje.

## Carrera
Anang fue una exitosa imitadora de Beyoncé. Tuvo su primer acto en un espectáculo de cabaret transgénero en Bangkok, Cabaret Calypso.  Después de dejar el teatro en 2018, se convirtió en una artista drag independiente a nivel internacional.
Anang fue anunciada como una de las catorce participantes de la segunda temporada de Drag Race Thailand, que comenzó a transmitirse el 11 de enero de 2019. A lo largo de su tiempo en la competencia ganó seis desafíos, más que cualquier otra reina en la historia de la franquicia. Ella es la primera de las tres mujeres transgénero en ganar una temporada de la franquicia Drag Race, siendo la segunda Kylie Sonique Love ganando la sexta temporada de RuPaul's Drag Race: All Stars y Vanessa Van Cartier la segunda temporada de Drag Race Holland.
En 2019, Anang habló en el panel "All Around the World: International Drag Queen" de la DragCon NYC.
Anang fue una invitada destacada de Xtra en 2020, un espectáculo de drag digital creado para apoyar a las drag queens luchando contra el impacto económico de la pandemia de COVID-19. Más tarde ese año, fue una de las intérpretes destacadas de Oaklash, que también se celebró virtualmente.

## Filmografía

### Televisión
| Año  | Título             | Papel      | Notas                   |
| ---- | ------------------ | ---------- | ----------------------- |
| 2019 | Drag Race Thailand | Ella misma | Concursantes - Ganadora |

### Series web
| Año  | Título           | Papel      | Notas                                       |
| ---- | ---------------- | ---------- | ------------------------------------------- |
| 2019 | Bootleg Opinions | Ella misma | Episodio: Drag UK's Drag Con NY 2019 Looks" |

### Videos musicales
| Año  | Título           | Artista |
| ---- | ---------------- | ------- |
| 2019 | Contrast (ขาวดำ) | Preen   |

| Predecesora: Natalia Pliacam | Ganadora de Drag Race Thailand 2019 | Sucesora: - |